# Chiesa dell'Ascensione (Gerusalemme)
La chiesa dell'Ascensione (in ebraico קפלת העלייה‎ Kapelat ha-Aliyya, in greco Εκκλησάκι της Αναλήψεως, Ekklisáki tis Analípseos) è un luogo di culto e di pellegrinaggio che si trova presso il Monte degli Ulivi, nel quartiere a maggioranza araba di At-tur, ad un chilometro dalla Città Vecchia.
At-tur si trova a Gerusalemme est, area annessa da Israele alla capitale dopo la guerra dei sei giorni, nel 1967.
Sorge sul luogo chiamato in greco Imbomon, dove secondo un'antica tradizione è conservata la Pietra dell'Ascensione, l'ultima testimonianza terrena di Gesù, prima dell'Ascensione al cielo, una delle solennità più importanti del calendario cristiano.
La chiesa dell'Ascensione fu parte di un più grande complesso architettonico del quale nativamente erano parte una chiesa cristiana ed un monastero, poi una moschea islamica. La fede cristiana identifica in questo luogo il sito nel quale, secondo la narrazione evangelica, Gesù Cristo ascese in Paradiso, quaranta giorni dopo la sua resurrezione dalla morte sulla croce. Essa ospita una lastra di pietra, sulla quale si ritiene che siano rimaste impresse le impronte dei suoi piedi.
A questo sito si applica lo statu quo, accordo valido per 250 anni, stipulato nel 1852 fra le principali religioni in merito ai diritti di proprietà ed accesso ai luoghi in Terra santa. Il sito è sottoposto alla giurisdizione islamica.
La prima edificazione risale al 390, mentre la chiesa attuale è dell'anno 1150.

## Storia
Poco tempo dopo la morte e resurrezione di Gesù, i primi cristiani iniziarono a radunarsi di nascosto in una piccola grotta presso il Monte degli Ulivi, per commemorare la Sua Ascensione al cielo.
Nel 313 l'Editto di Milano sulla libertà di culto, promulgato dall'imperatore san Costantino il Grande, concesse la piena libertà religiosa ai cristiani, senza più incorrere nel rischio di persecuzioni.
Al tempo del pellegrinaggio della scrittrice romana Egeria nel 384, il luogo di culto non era più l'antica grotta, ma la chiesa di Eleona, consacrata secondo gli insegnamenti di Gesù sul bene e il male (Matteo 24:1 e 26:2).
Egeria riferì di essere stata presente alla celebrazione per l'Ascensione presso un colle, all'aperto e vicino alla grotta originaria. Pochi anni dopo, intorno al 392, Poimenia, una nobildonna della famiglia imperiale, fece qui edificare la chiesa primitiva.
La tradizione vuole che sant'Elena imperatrice, madre di Costantino il Grande, quando si recò in pellegrinaggio in Terra Santa tra il 326 e il 328, abbia identificato con precisione due luoghi della cristianità: quello dell'Ascensione di Gesù e quello dove egli insegnò la preghiera del Padre Nostro.
In questo luogo santa Pelagia di Antiochia costruì la propria cella monastica e si ritirò a vita eremitica e di penitenza fino al giorno della morte (III secolo).

## Costruzione originaria
Il complesso architettonico preesistente alla chiesa che vediamo oggi si chiamava Imbomon (dal greco: "sulla collina").

Era un edificio a pianta circolare, a cielo aperto, avente archi e portici della stessa forma. Nel 390 Poimenia, una ricca nobildonna romana della famiglia imperiale, avrebbe finanziato la costruzione di una chiesa in stile bizantino, nel sito dove si trovava la costruzione voluta da Elena.
La seconda chiesa, anch'essa in stile bizantino, fu chiamata basilica dell'Eleona (elaion in greco significa "oliveto", come il Monte degli Ulivi presso il quale è situata). Questo luogo sacro si trovava nei pressi della grotta dove Gesù insegnò il Padre Nostro ai discepoli.
La chiesa risalente al IV secolo, a noi nota come chiesa del Pater Noster, fu parzialmente ricostruita nel XX secolo, ma rimase incompiuta.
Molte delle chiese e architetture religiose circostanti che si trovavano vicino al Monte degli Ulivi, furono distrutte nel 614 da Cosroe II di Persia, durante la fase finale del guerra bizantino-sasanide.
La parola greca Poimena (Poimenia)
Le parole Poimena (o Poimenia) non sono presenti in latino, mentre in greco antico è attestata la parola ποιμην, ενοσ (stessa parola del sanscrito payuh) col significato di:
- pastore, nelle opere di Omero, Eschilo, Euripide
- pastore, custode, ministro, nella Bibbia dei Settanta[10][11], e negli autori cristiani successivi.

Non è invece attestato come nome proprio di persona o di cosa, quasi sempre riportati nei dizionari, e nemmeno la parola simile ποιμνη (stessa origine) che significa gregge. 

Anche se sono tutt'altro che rari i nomi greci ricavati da nomi di animali oppure da aggettivi, Poimena ha un significato più generico di quelli noti comunemente.
A parte di tutto quanto detto finora, Poimena è anche il nome di una popolazione indigena della Tasmania in Australia, scoperta nel XIX secolo.

## Ricostruzione
La chiesa dell'Ascensione fu quindi ricostruita nel VII secolo. Il vescovo cattolico Arculfo, del popolo germanico dei Franchi, durante il suo pellegrinaggio a Gerusalemme nel 680, descrisse questa chiesa come «un luogo a pianta circolare e a cielo aperto, che aveva tre porticati dal lato sud. Otto lampade brillavano di notte attraverso le finestre di fronte a Gerusalemme. All'interno si trovava un'edicola centrale che racchiudeva le orme di Cristo, rimaste chiaramente impresse nella polvere, all'interno di una ringhiera.»
Dopo questa prima ricostruzione, la chiesa fu nuovamente distrutta, e riedificata dai crociati nel XII secolo. Quest'ultimo edificio sacro fu alla fine distrutto dalle armate di Saladino, che lasciarono parzialmente intatto solamente un muro perimetrale a forma ottagonale di 12x12 metri, che a sua volta circonda un luogo sacro grande 3x3 metri, anch'esso a forma ottagonale, chiamato martyrion. 

Questa struttura è sopravvissuta fino ai giorni nostri.

## Struttura odierna
Dopo la caduta di Gerusalemme nel 1187, i cristiani abbandonarono le rovine della chiesa e del monastero ed emigrarono ad Acri.

In questo periodo, Saladino costituì il Monte degli Ulivi come una waqf intestata a due sceicchi, al-Salih Wali al-Din e Abu Hasan al-Hakari. La donazione risulta da un documento datato 20 ottobre 1188. La chiesa cristiana fu convertita in moschea, con relativo miḥrāb.
La Chiesa dell'Ascensione è anche chiamata edicola, per le sue piccole dimensioni.
Poiché la maggioranza dei pellegrini che continuavano ad affluire al sito erano cristiani, due anni dopo Saladino fece costruire nelle immediate vicinanze una moschea islamica, in modo tale da permettere ai cristiani di recarsi in visita alla chiesa principale.
In questo periodo furono costruite mura e torri perimetrali intorno al complesso architettonico, sorvegliate da guardie armate.. Nei successivi tre secoli, la chiesa e le strutture annesse conobbero decenni di incuria e abbandono.
Nel muro a forma ottagonale andò distrutta una sezione nella zona est. A partire dal XV secolo, fu costruita una nuova parete divisoria che separava una zona ad est dal resto della costruzione, e fu adibita a dimora di contadini e ricovero di animali. Sotto la giurisdizione del Waqf islamico di Gerusalemme (prevista nello statu quo dell'età ottomana), la Chiesa convertita in moschea è oggi aperta ai fedeli di tutte le confessioni religiose, al prezzo di un contributo simbolico. Ai cristiani è consentito celebrare la Messa in questo luogo per la Festa dell'Ascensione.
L'interno della struttura principale risale all'era crusadica (XII secolo). Il minareto, il tamburo ottagonale e la cupola in pietra sono aggiunte del periodo islamico. I muri esterni presentano archi e colonne in marmo. La porta di ingresso si trova a ovest, l'interno del luogo consiste in un mihrab indicante la direzione della Mecca nel muro a sud. La lastra chiamata "Pietra dell'Ascensione" si trova al centro del pavimento dell'edificio ottagonale, delimitata e isolata da una cornice.
La Pietra dell'Ascensione si trova al centro dell'edicola ottagonale, e secondo la tradizione conclamata contiene l'impronta del piede destro di Gesù, mentre durante il Medioevo fu traslata nella moschea al-Aqsa la sezione di roccia nella quale restò impressa l'impronta del piede sinistro. La pietra è motivo di speciale adorazione poiché è l'ultimo punto sulla terra nel quale pose piede il Verbo incarnato, prima di ascendere al cielo.
Nel terreno sacro adiacente alla chiesa si trova una tomba venerata dalle tre religioni monoteistiche, sebbene ne sia contesa l'attribuzione. Gli ebrei ritengono che si tratti della profetessa Huldah (VII secolo a.C., 2Re 22:14-20, e 2Cronache 34:22-28). I cattolici ritengono che si tratti del corpo di santa Pelagia di Antiochia (III secolo d.C.), mentre i musulmani il sufi e wali Rābiʿa al-ʿAdawiyya vissuto nell'VIII secolo d.C.
È scavata anche la parte al di sotto del pavimento, dove si trova deposto un antico sarcofago con una epigrafe in lingua greca", riferita a Dometila.

Il monastero ortodosso si trova sulla sommità del Monte degli Ulivi.

## Galleria d'immagini

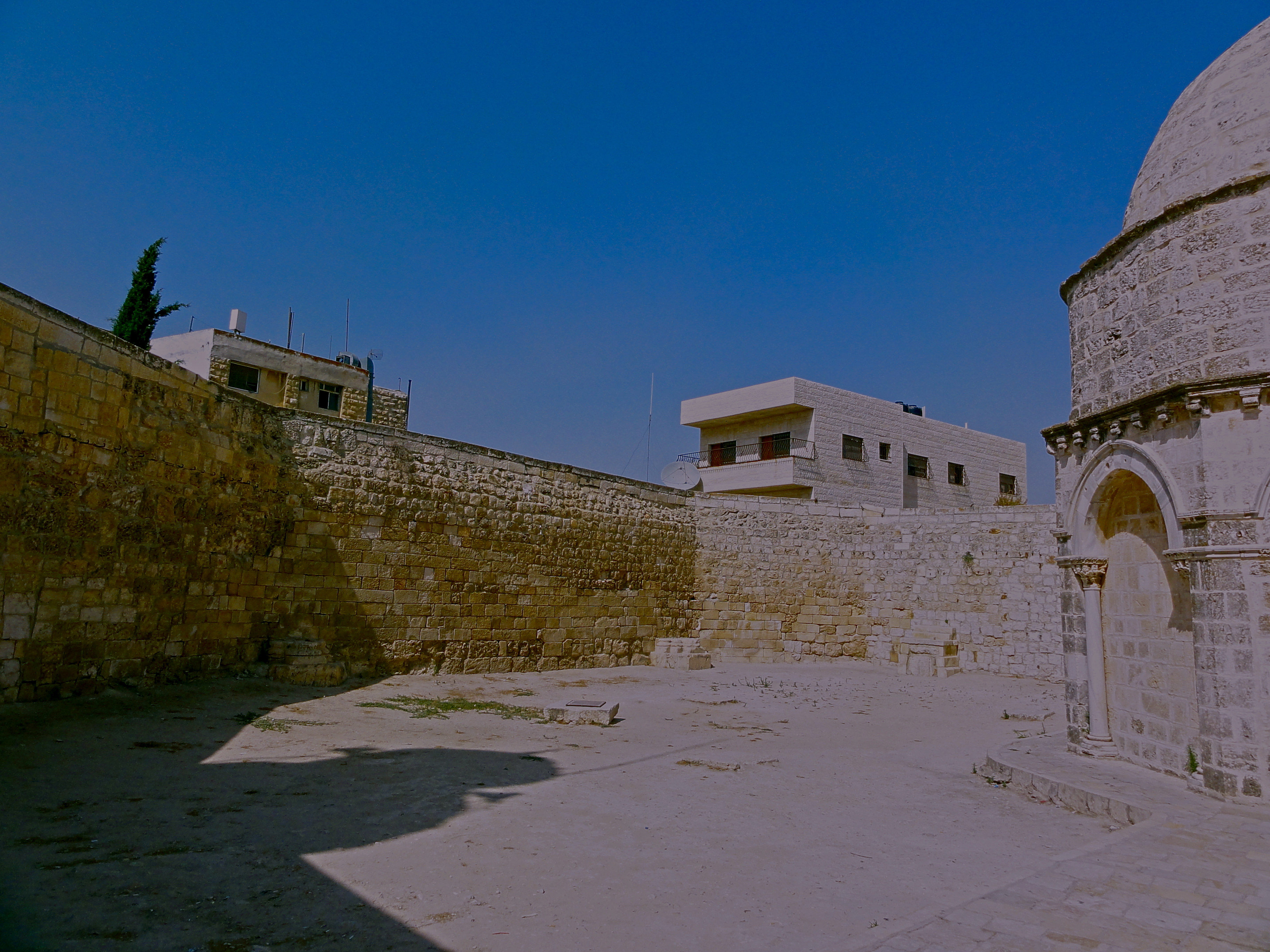
Il muro perimetrale
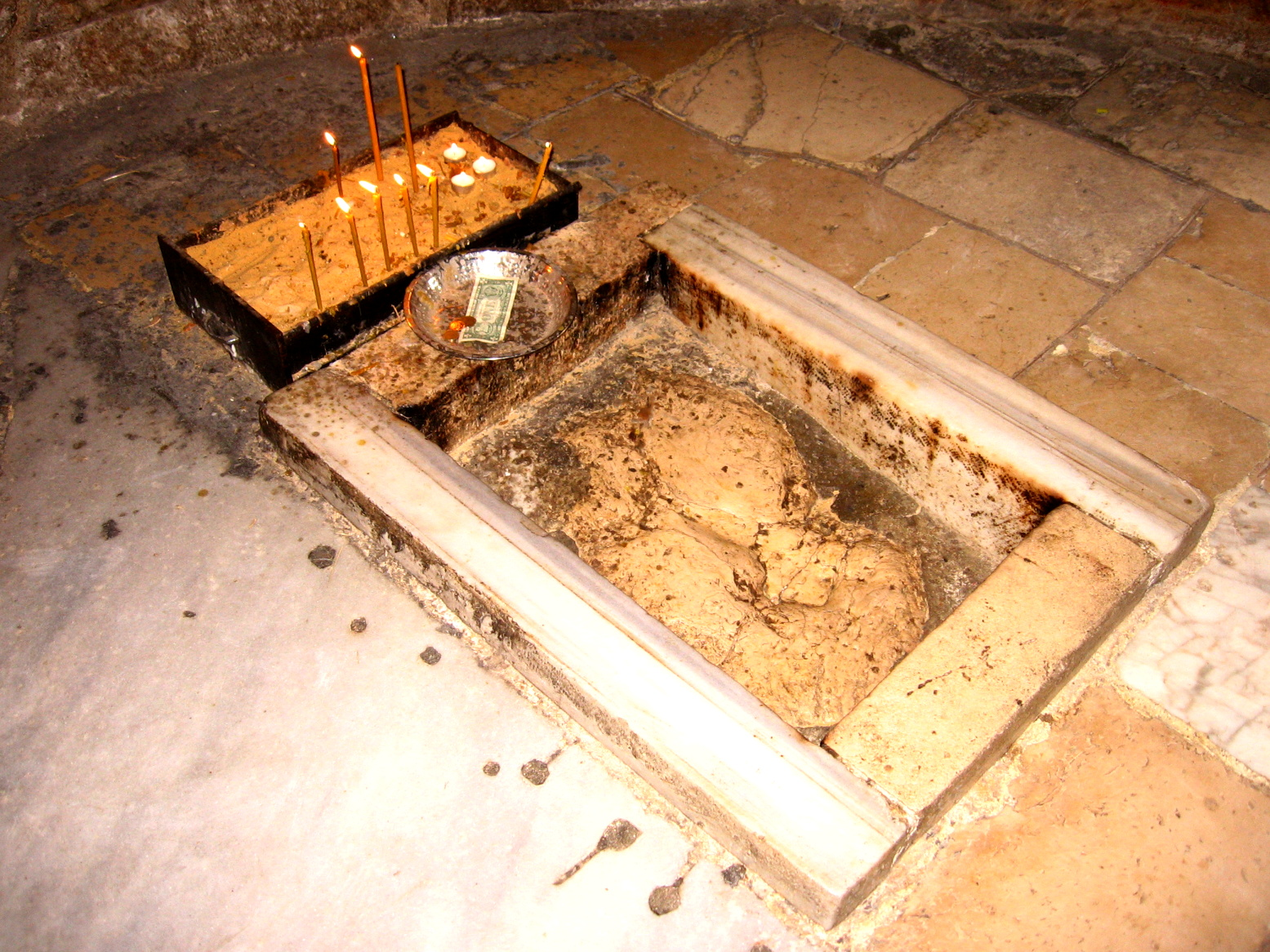
La Pietra dell'Ascensione
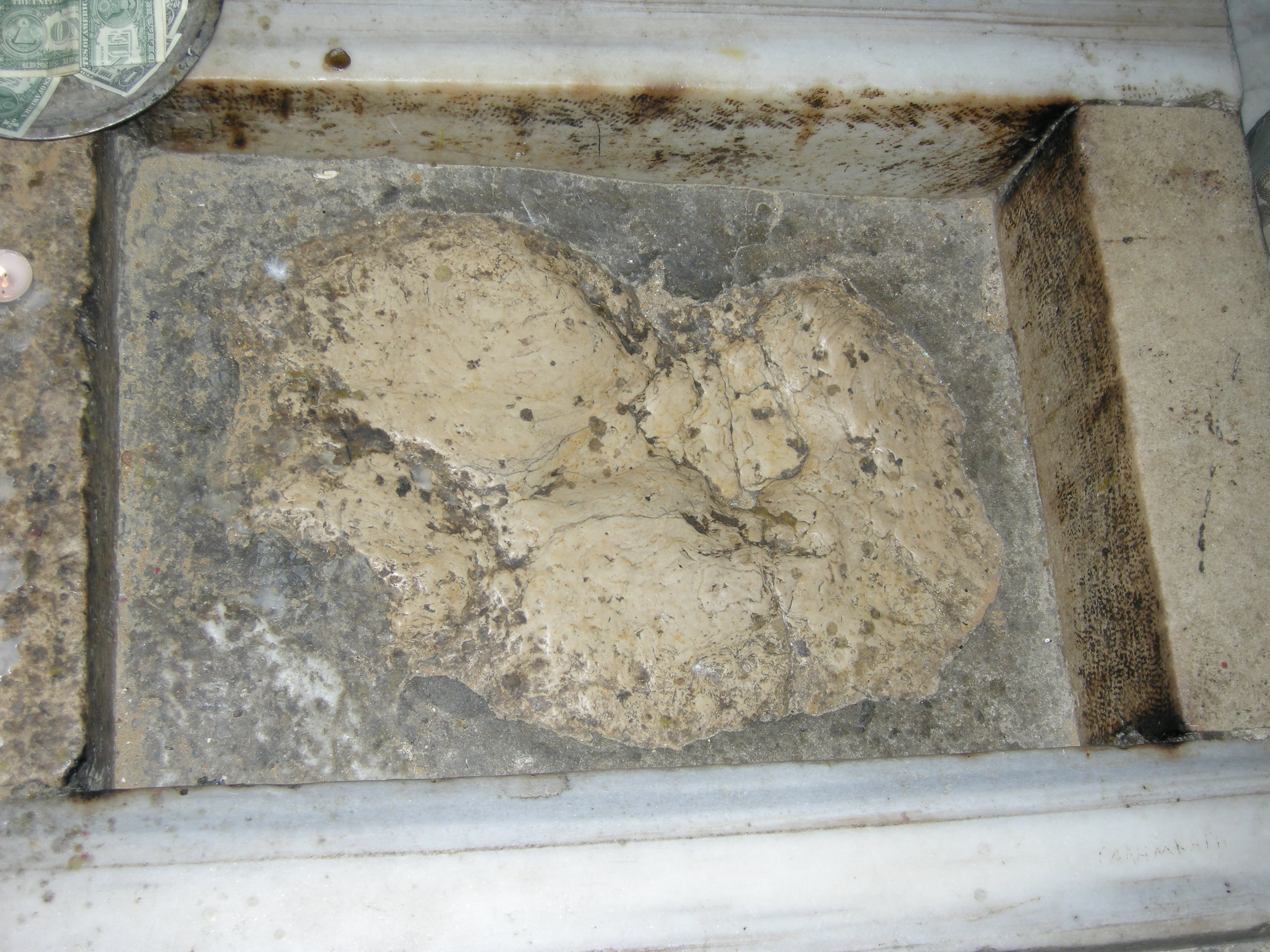
Primo piano della Pietra dell'Ascensione
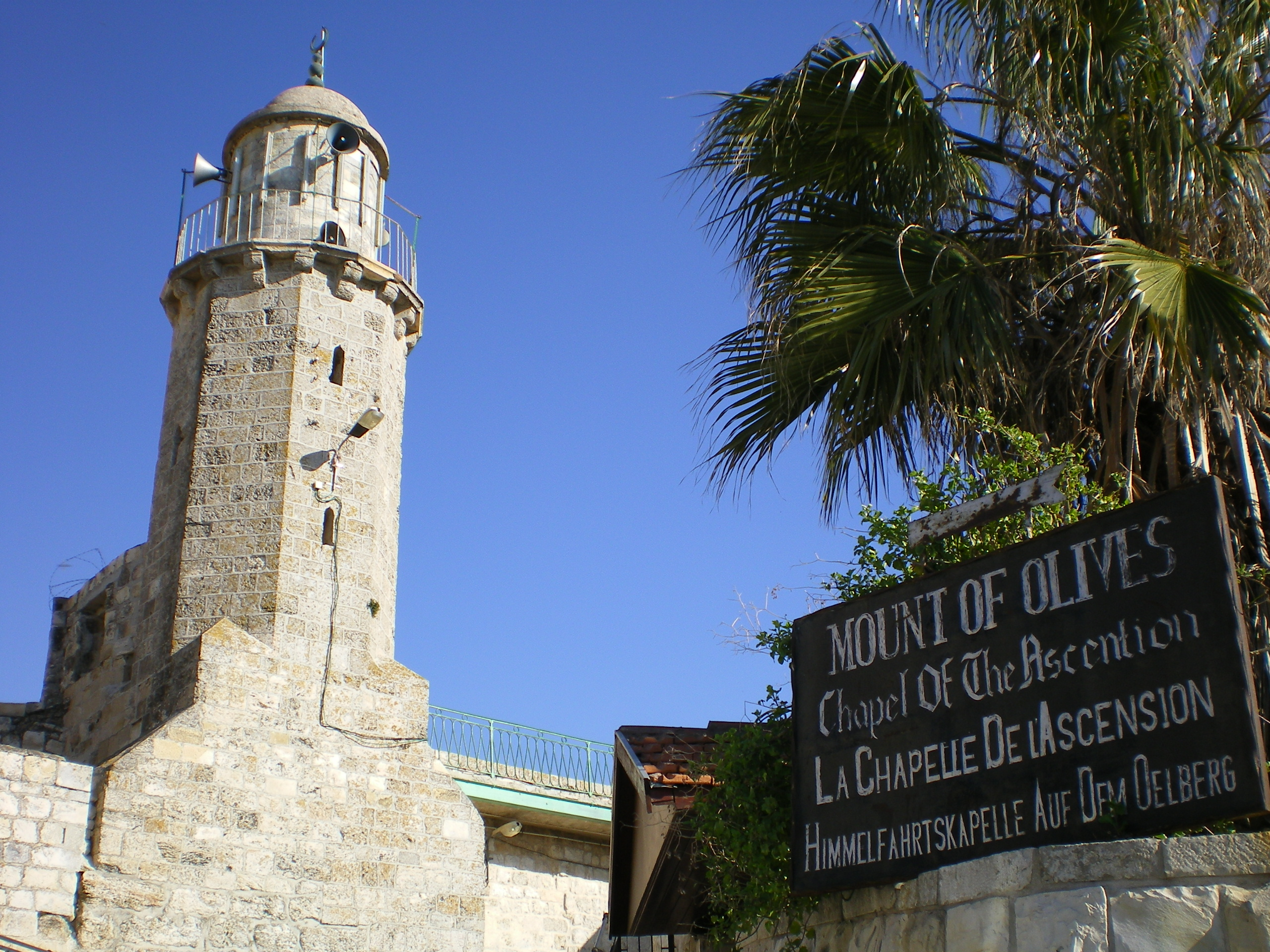
La torretta e il muro
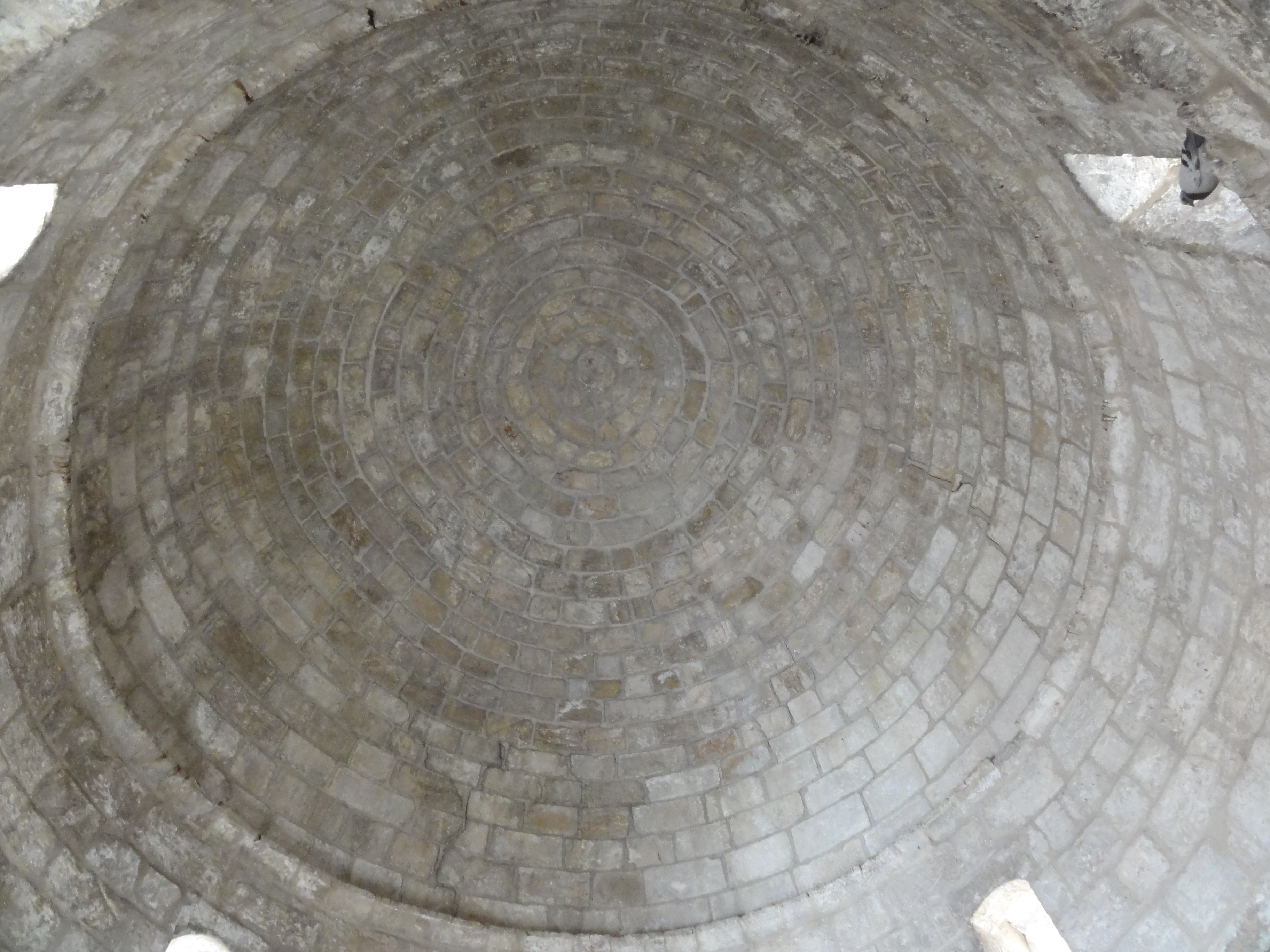
La cupola interna
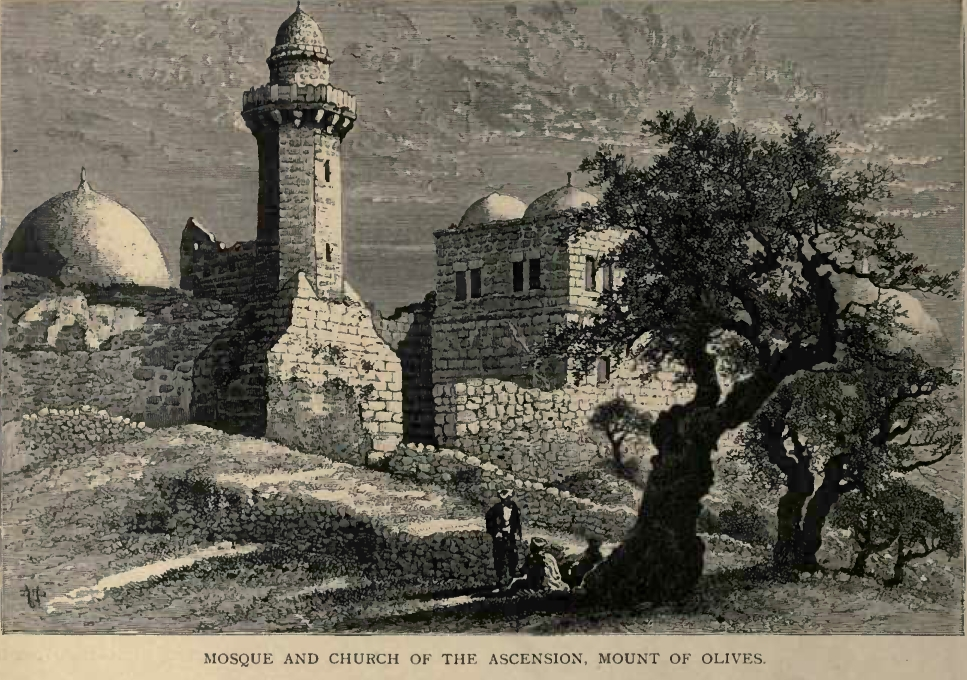
Immagine del 1880